# Krist Maloki
Krist Maloki (ur. 8 kwietnia 1900 w Prizrenie, zm. 24 listopada 1972 w Grazu) – albański publicysta, nauczyciel, doktor filozofii, pedagogiki i prawa. Publikował jako K. Lepeteni, Male Krishna i Krraba Malsore.

## Życiorys
Ukończył katolicką szkołę podstawową w Prizrenie. W wieku 12 lat uzyskał stypendium od władz austro-węgierskich, co mu pozwoliło kontynuować naukę w Salzburgu, Wiedniu i Grazu. Na Uniwersytecie w Grazu ukończył studia z zakresu filozofii, historii sztuki oraz pedagogiki.
W 1929 roku uzyskał doktorat z zakresu filozofii i pedagogiki, rozpoczął również studia prawnicze, jednocześnie przez następne pięć lat pracował jako nauczyciel. W roku 1934 uzyskał doktorat z zakresu prawa.
Wykładał albanistykę oraz ekonomię polityczną na Uniwersytecie w Grazu, a w 1940 roku został przewodniczącym studiów Europy Południowo-Wschodniej na tej uczelni, był również profesorem ekonomii politycznej Akademii Handlowej w Grazu. Współpracował z licznymi albańskojęzycznymi czasopismami, jak Minerva, Hylli i Dritës, Djalëria, Përpjekja Shqiptare, Shqiptari i Lirë oraz Dielli; publikował również dla niemieckojęzycznych czasopism.
W roku 1966 przeszedł na emeryturę. W ostatnich latach życia był niewidomy, zmarł dnia 24 listopada 1972 roku w szpitalu w Grazu.

## Upamiętnienia
W 2005 roku prisztińskie wydawnictwo Faik Konica wydało pracę Krist Maloki - REFLEKSIONE autorstwa Alberta Ramaja.